# Masicera consobrina
Masicera consobrina är en tvåvingeart som beskrevs av Macquart 1851. Masicera consobrina ingår i släktet Masicera och familjen parasitflugor.
Artens utbredningsområde är Belgien. Inga underarter finns listade i Catalogue of Life.